# 乃美村
乃美村（のみむら）は、広島県豊田郡にあった村。現在の東広島市の一部にあたる。

## 地理
- 河川：椋梨川[1]

## 歴史
- 1889年（明治22年）4月1日、町村制の施行により、豊田郡乃美村、別府村、能良村が合併して村制施行し、乃美村が発足[1][2]。
- 1944年（昭和19年）1月1日、豊田郡川源村と合併し、豊栄村を新設して廃止された[1][2]。

### 地名の由来
次の諸説あり。
1. 土師部の祖野見宿禰の領地だったとの伝説から。
2. 宿禰14代後裔野見眷則に開拓されたため。

## 産業
- 農業、養蚕、葉煙草、茶[1]

## 教育
- 1914年（大正3年）私立乃美学舎設立（現広島県立賀茂北高等学校）[1]。